# Amanda Jenssen

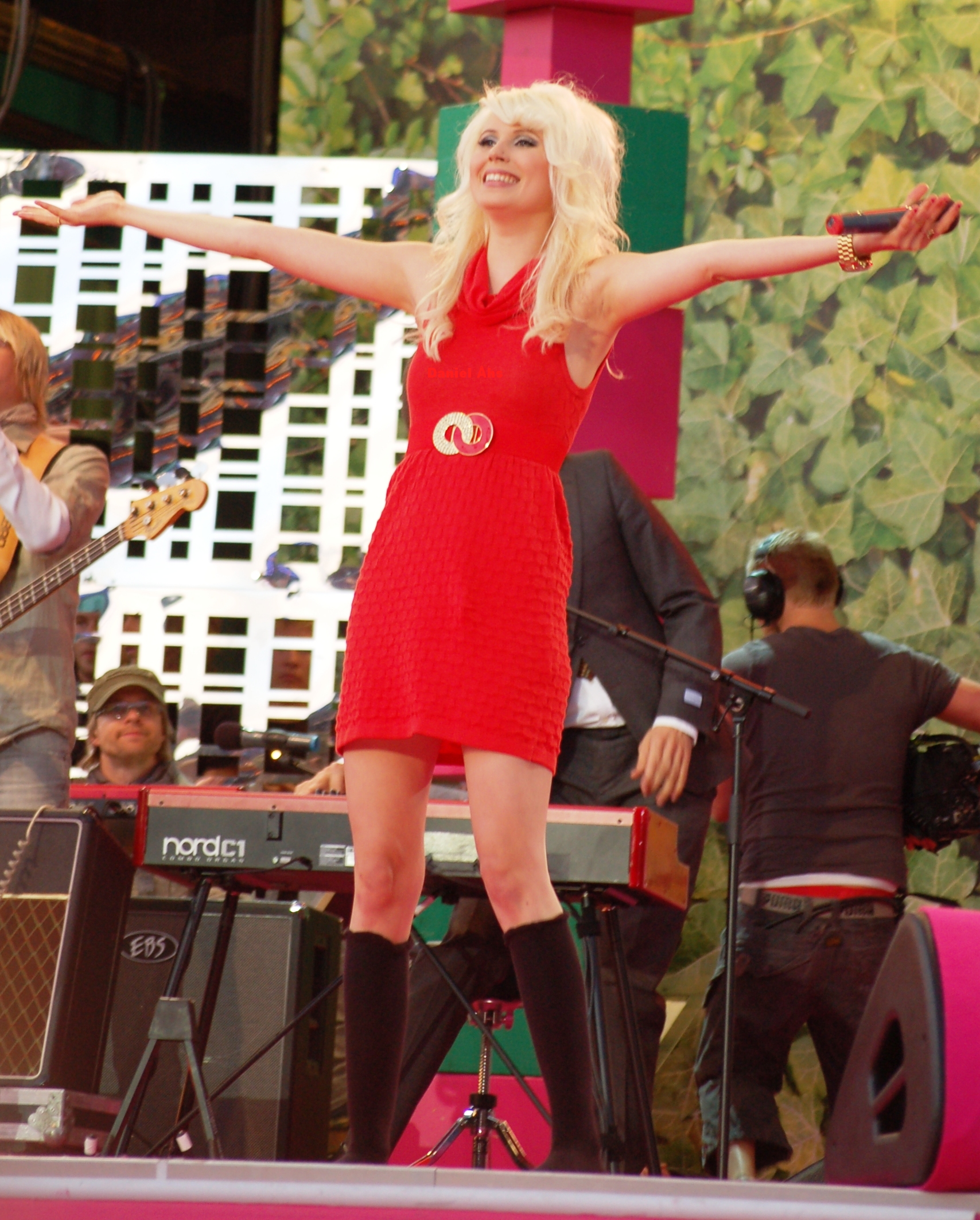
Amanda Jenssen w programie telewizyjnym Sommarkrysset (2008)

Amanda Jenssen (właściwie Jenny Amanda Katarina Jenssen, wcześniej Bengtsson, ur. 12 września 1988, Lund, Szwecja) – szwedzka piosenkarka.

## Życiorys
Amanda Jenssen rozpoczęła karierę artystyczną od występów w zespole Oh Hollie Neverdays; później występowała razem z ojcem w zespole Amandas & the Papas.
W 2007 roku Amanda Jenssen dała się bliżej poznać szwedzkiej publiczności dzięki uczestnictwu w popularnym konkursie wyszukiwania talentów Idol 2007, organizowanym przez w szwedzką TV4; w programie tym doszła do finału, w którym 7 grudnia zmierzyła się z Marie Picasso przegrywając ostatecznie stosunkiem głosów telewidzów 48,7% : 51,3%.
3 stycznia 2008 roku Amanda Jenssen oznajmiła, iż podpisała kontrakt z wytwórnią płytową. Jej debiutancki singiel, Do You Love Me (I Do L) ukazał się w sklepach 23 stycznia.
Następny singiel wokalistki, „Amarula Tree”, napisany razem z Pärem Wikstenem, ujrzał światło dzienne 16 kwietnia 2008 roku.
Debiutancki album Amandy Jenssen, Killing My Darlings, ukazał się na rynku 7 maja 2008 roku. Większość utworów na nim zawartych była dziełem Amandy Jensen we współpracy z Pärem Wikstenem. 
Tydzień po wydaniu album osiągnął szczyt szwedzkiej listy przebojów w kategorii albumów, uzyskał status Złotej Płyty i stał się zarazem jednym z najlepiej sprzedawanych albumów w iTunes w Europie. Określano to jednoznacznie jako sukces młodej debiutantki, która tak skomentowała swój wyczyn:
To bardzo przyjemne, że dostałam to potwierdzenie, bo ta płyta jest bardzo moja – moje teksty, dźwięki, myśli. Moim celem jest dotarcie do tak wielu różnych ludzi, jak to tylko możliwe. Dlatego odbieram to jako bardzo miły prezent.
Wtórował jej Patrich Wallbom, dyrektor generalny Commercial Sony BMG Sweden:
Jest ogromny popyt w kraju na album Amandy Jenssen a to świadczy, że Amanda ma w sobie coś wyjątkowego jako artystka
Latem i jesienią 2008 roku Amanda Jenssen odbyła tournée po Szwecji z towarzyszeniem muzyków grupy Damn! oraz z Pärem Wikstenem. Dziennik Aftonbladet obdarzył ją tytułem ”królowej letnich tournée”. Była też nominowana na nagród do Grammis i p3-Guld ale dopiero 22 stycznia 2009 zdobyła nagrody Rockbjörnen w kategorii: Artystka Roku i Objawienie Roku. Zdobyła również nagrodę na Gaygalan w kategorii: Artystka Roku.
W ciągu 2009 roku Amanda Jenssen kontynuowała współpracę ze wspomnianym już Pärem Wikstenem. Latem i jesienią podczas tournée wykonywali oni wspólnie utwory z albumów Killing My Darlings oraz Happyland. Singiel z tego ostatniego, zatytułowany również „Happyland” ukazał się 28 września i zajął 1. miejsce na internetowej liście singli iTunes.
Album Happyland w grudniu tego samego roku osiągnął status Platynowej Płyty a Amanda Jenssen zdobyła tytuły: Kompozytora Roku (szw. Årets kompositör) i Artystki Roku (Årets kvinnliga artist).
Amanda Jenssen współpracowała również z innymi artystami jak: Miss Li (duet: Bourgeois Shangri-La z albumu tej ostatniej Dancing The Whole Way Home), Johnem ME (duet Love is My Drug) czy Eliną Nelson.
14 listopada 2012 roku nakładem wytwórni Sony Music Entertainment ukazała się trzecia płyta artystki pt. Hymns for the Haunted. Pierwszy singel z nowego albumu, „Drive My Soul”, został wydany jeszcze latem.

## Dyskografia

### Albumy
- 2008.05.07 Killing My Darlings
- 2009.10.28 Happyland
- 2012.11.15 Hymns for the Haunted

### Single
- 2008.01.17 „Do You Love Me?” (1. miejsce na szwedzkiej liście przebojów 7 lutego-6 marca 2008)
- 2008.04.16 „Amarula Tree”
- 2008.08.26 „For the Sun”
- 2008.12.12 „Another Christmas”
- 2008.12.16 „Greetings From Space”
- 2009.09.28 „Happyland”
- 2012, latem „Dry My Soul”